# Битва при Парвані
Битва при Парвані — бій хорезмського війська з монголо-татарами у 1221 році, яке сталося поряд з містом Парван і завершилося поразкою останніх. Відома також як битва при «Семи ущелинах»11[джерело?].

## Сили сторін
У Джелал-ад-Діна була багатонаціональна армія. До нього приєдналися туркменські еміри: колишній намісник Мерва Хан-Мелік з 40000 воїнів і Сейф-ад-Дін з 40000 воїнів. Біля Кандагара вони розбили монголів і пройшли в Газні. Там до нього приєдналися його двоюрідний брат Амін-аль-Мульк, Тимур-Мелік, Азам-Мелік (хан карлуків) і Музаффар-Малик (ватажок афганців).
Влітку 1221 року вони розбили в Тохаристані монголів. Чингісхан зібрав військо і наказав своєму названому братові Шиги-Хутуху йти на битву.
У монголів крім Шиги-Хутуху у війську були начальники Такачаков і Мулгар. Їхня армія налічувала приблизно 30-40 тисяч осіб.
На з'єднання з Джелал-ад-Діном йшли з військами два його молодших брата, але монголи їх наздогнали, вони прийняли бій і загинули в битві.

## Характер і хід битви
Битва відома свїм впертим характером та кровопролитністю: сторони билися два дні. Перший день не приніс результатів ні одній зі сторін. Монголи були мішенями для хорезмійських лучників, які обстрілювали їх зі скель, зайняв вигідну позицію за наказом Джелал-ад-Діна.
На другий день монголи пішли на хитрість, вони посадили на вільних коней, опудала які імітували воїнів. Хорезмійці злякалися, але Джелал-ад-Дін їх заспокоїв. Джелал-ад-Дін, перегрупувавши свої сили, особисто очолив атаку кінного загону, який зміг прорвати центр війська противника. Монголи побігли, а хорезмійці на свіжих конях доганяли і рубали ворогів. Нерівна місцевість зіграла на шкоду монгольській кінноті. За різними даними загинуло майже все військо монголів.
У цій битві був використаний незвичайний військовий прийом. В. В. Бартольд, спираючись на працю Джувейні, зазначає, що хорезмське військо більшу частину часу боролося в пішому строю, і лише коли монголи стали втомлюватися, наказав почати кінну атаку і тим самим добився перемоги.

## Наслідки
Чутка про битву і знищення непереможних монголів пронеслася по всій Центральній Азії. Монгольський загін, який оточив фортецю Балх, відразу ж зняв облогу і пішов на північ.
У деяких містах, зайнятих монголами, жителі повстали і перебили монгольські гарнізони. Пізніше у війську Джелал Ад-Діна почався розлад через поділ здобичі, його покинула велика частина армії, серед яких були афганці, кипчаки і карлуки. З ним залишилися тільки туркмени.
Чингісхан, дізнавшись про розгром більш 4 туменів, сказав: «Шиги-Хутуху знав тільки перемоги, тому йому корисно випробувати гіркоту поразки, щоб тим гарячіше прагнути в майбутньому до перемоги». Він вирішив захопити Джелал-ад-Діна. Він наказав усім найближчим військам знімати облоги міст і прискореними переходами повів армію в погоню.
Розкол в армії зіграв роль у поразці Джелал-ад-Діна в битві на річці Інд.